# Jet-Já
Jet-Já är en ort i Mexiko.   Den ligger i kommunen Chilón och delstaten Chiapas, i den sydöstra delen av landet, 800 km öster om huvudstaden Mexico City. Jet-Já ligger 787 meter över havet och antalet invånare är 814.
Terrängen runt Jet-Já är huvudsakligen kuperad, men åt sydväst är den bergig. Jet-Já ligger nere i en dal. Runt Jet-Já är det ganska glesbefolkat, med 50 invånare per kvadratkilometer. Närmaste större samhälle är Río Jordán, 19,8 km norr om Jet-Já. I omgivningarna runt Jet-Já växer i huvudsak städsegrön lövskog.